# Paweł Chmielnicki
Paweł Artur Chmielnicki (ur. 1972) – polski prawnik, profesor nauk prawnych, nauczyciel akademicki Uniwersytetu Jagiellońskiego i innych uczelni, specjalista w zakresie prawa administracyjnego.

## Życiorys
Ukończył studia prawnicze na Wydziale Prawa i Administracji Uniwersytetu Jagiellońskiego, gdzie w 2002 na podstawie napisanej pod kierunkiem Wiesława Kisiela rozprawy pt. Stwierdzenie nieważności uchwały organu gminy przez wojewodę otrzymał stopień naukowy doktora nauk prawnych w zakresie prawa, specjalność: prawo administracyjne. Tam też w 2005 na podstawie dorobku naukowego oraz rozprawy pt. Świadczenie usług przez samorząd terytorialny w Polsce. Zagadnienia ustrojowoprawne uzyskał stopień doktora habilitowanego nauk prawnych w zakresie prawa, specjalność: prawo administracyjne. W 2018 prezydent RP Andrzej Duda nadał mu tytuł profesora nauk prawnych.
Był zatrudniony na Wydziale Prawa i Administracji UJ. Podjął pracę na Wydziale Prawa, Administracji i Zarządzania Uniwersytetu Jana Kochanowskiego w Kielcach oraz w Wyższej Szkole Informatyki i Zarządzania w Rzeszowie. Od 2018 roku jest wykładowcą na Wydziale Prawa i Administracji Uczelni Łazarskiego.
Wykonywał zawód sędziego w Sądzie Rejonowym w Kielcach. Objął stanowisko redaktora naczelnego miesięcznika „Przegląd Prawa Publicznego”.